# Ferrovia Roma-Capranica-Viterbo
La ferrovia Roma-Capranica-Viterbo è una linea ferroviaria italiana di proprietà statale che collega Roma a Viterbo.
È gestita da RFI. Il servizio passeggeri è esercito da Trenitalia nell'ambito della FL3.

## Storia

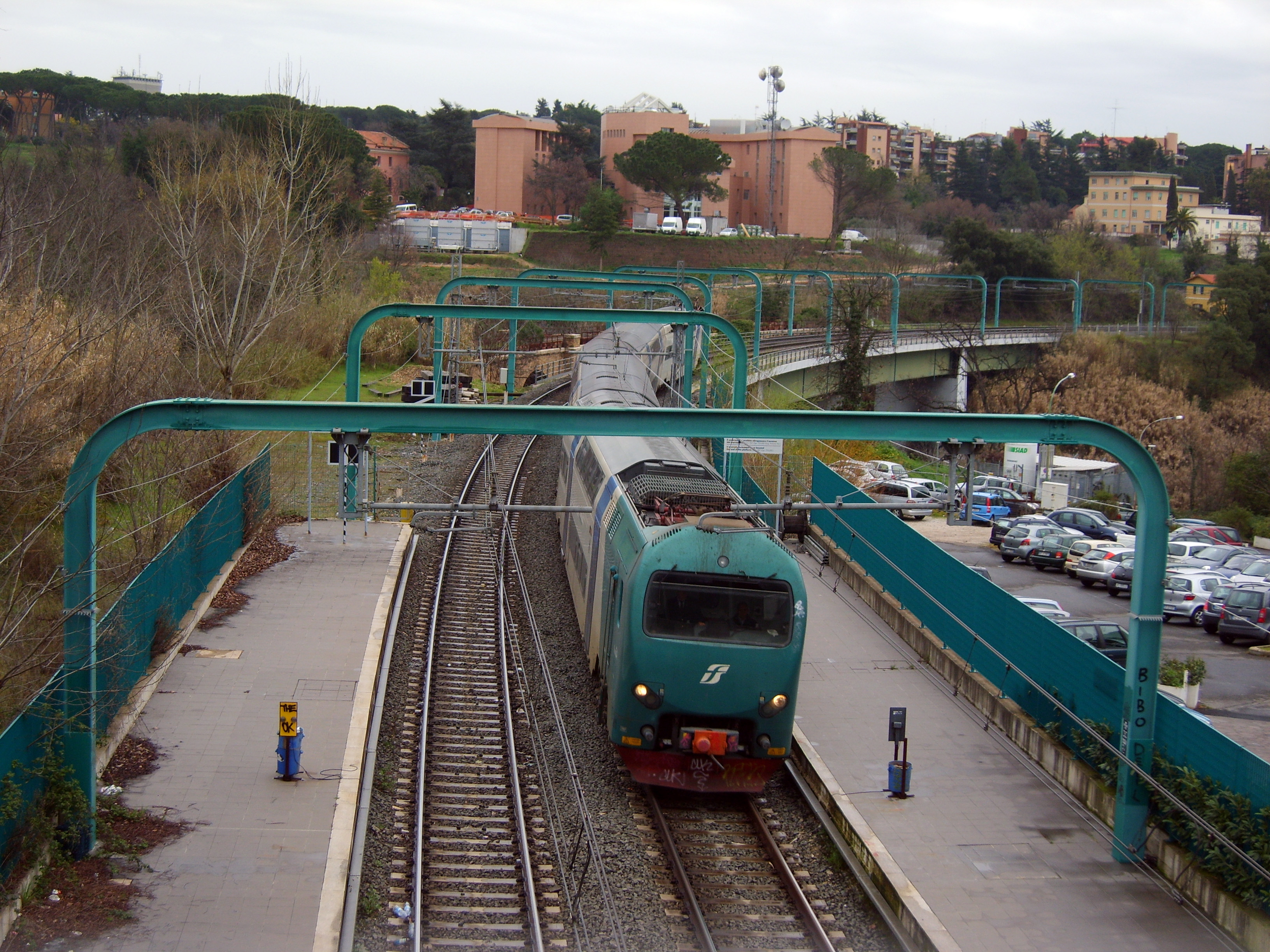
Un treno della linea all'ingresso della stazione Gemelli

La nascita della linea ferroviaria risale al 1889 quando con Regio Decreto 28 aprile 1889, n. 60660, fu approvata la richiesta della Società Italiana per le Strade Ferrate del Mediterraneo che a quel tempo gestiva la Rete Mediterranea, per la costruzione della linea e della sua diramazione Capranica-Ronciglione.

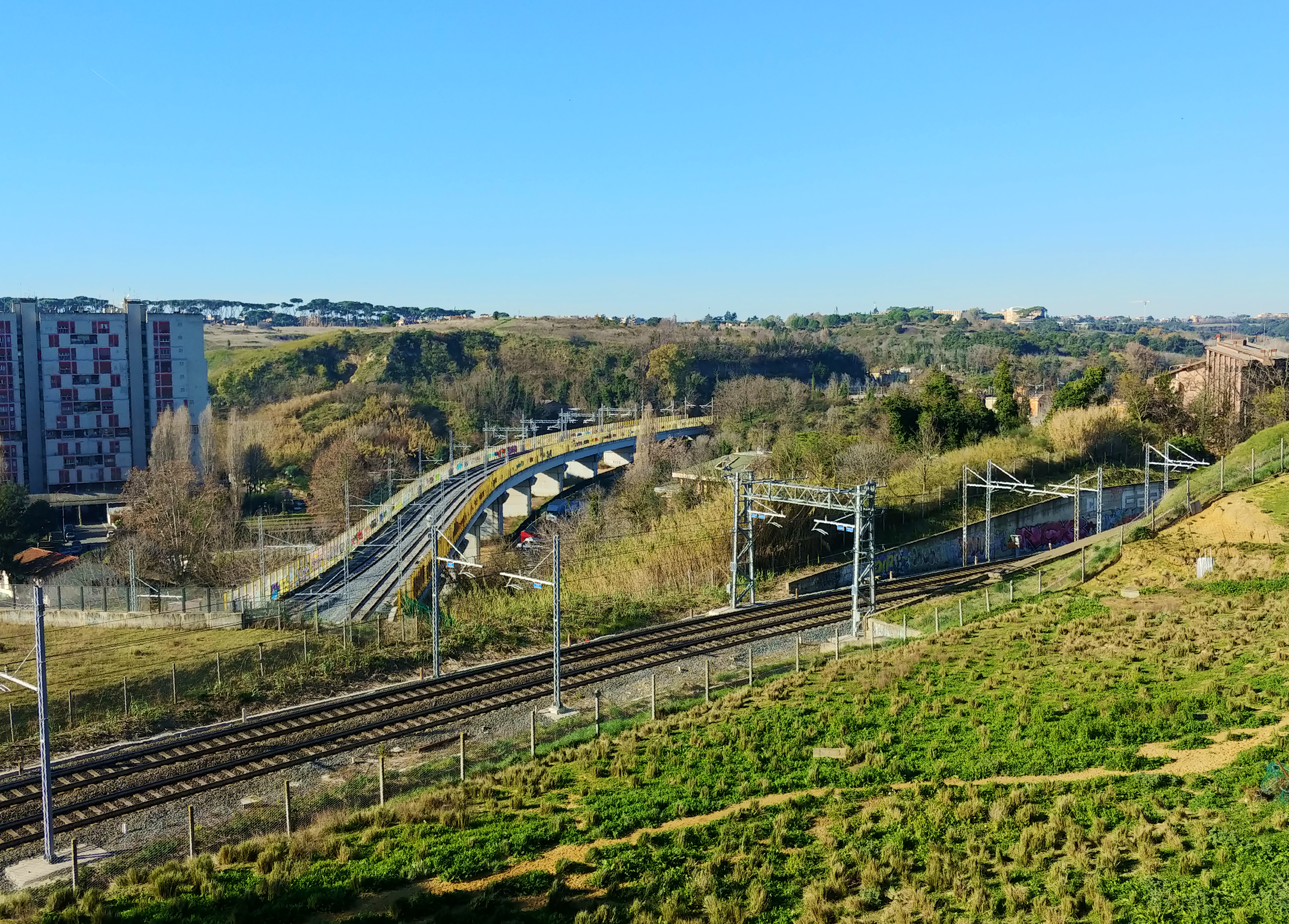
La linea nel tratto tra le stazioni di Valle Aurelia e Appiano; in secondo piano, il viadotto della Cintura Nord sulla Valle Aurelia.

Nella scelta del percorso furono determinanti delle pressioni esercitate dai principi Odescalchi e da Tommaso Tittoni che riuscirono a far prevalere il percorso che toccava la zona del lago di Bracciano, dove i principi avevano castello e terre, che, specie ad Anguillara Sabazia, determinarono la costruzione della stazione a cinque chilometri dall'abitato per consentire il carico dei raccolti, mentre a Crocicchie per lo stesso motivo venne fatta una fermata in piena campagna e isolata da qualsiasi casa colonica o d'abitazione.
La ferrovia fu inaugurata il 29 aprile 1894 ed aperta il giorno dopo, contemporaneamente alla breve tratta diramata da Capranica per Ronciglione. La linea originaria iniziava a Roma dalla vecchia stazione di Trastevere in piazza Ippolito Nievo, dove è tuttora visibile l'edificio che attualmente ospita l'Istituto Sperimentale delle ferrovie. Questa stazione sostituiva quella di Porta Portese, inaugurata da Papa Pio IX nel 1859 come capolinea della ferrovia Roma-Civitavecchia.
La lunghezza complessiva dei binari era circa 88 km, (compresa la diramazione Capranica-Ronciglione), di cui 31 km erano in curva e 2,65 in galleria e con 17 tra stazioni e fermate (dalla stazione di Roma Trastevere a quella di Viterbo Porta Romana), 34 case cantoniere e 58 caselli. La linea aveva sei gallerie, 14 viadotti e ponti principali e 252 opere d'arte minori.
Nel 1905, con la statizzazione delle ferrovie, l'esercizio passò provvisoriamente alle Ferrovie dello Stato, cessato il 1º aprile 1908 con il ritorno della linea alla Rete Mediterranea, che la gestì inizialmente con materiale noleggiato dalle FS; il 1º gennaio 1918 la linea passò definitivamente alle FS.
Con la creazione (1911) della nuova stazione di Trastevere che diventò la stazione di testa, e il diretto raccordo con Termini, i chilometri salirono a 95 e le stazioni e fermate a 28.
Dal settembre 1904 al 1905 la Roma-Viterbo venne utilizzata come banco di prova delle automotrici a vapore PACD 5501-5502 della Rete Mediterranea. Tuttavia fino all'introduzione delle automotrici negli anni trenta questo rimarrà un esperimento isolato. Nel 1967 viene istituito un servizio metropolitano da Roma Tiburtina a Roma Monte Mario.
Alla fine degli anni novanta giunge l'elettrificazione, l'automazione, l'ammodernamento fino a farne una linea di tipo suburbano/metropolitano con conseguente raddoppio di 23 km di tracciato, compresi fra le stazioni di San Pietro e Cesano. Nello stesso periodo furono aperte le stazioni di Valle Aurelia, dove è possibile lo scambio con l'omonima stazione della linea A della metropolitana di Roma, e quella di Appiano (entrambe nel 2000). L'ultima stazione aperta in ordine cronologico è stata Quattro Venti (nel 2006), contestualmente ai lavori di raddoppio del restante tratto di 3 km tra Trastevere e San Pietro.

### Progetti futuri
È stato approvato e in parte finanziato il progetto di RFI di raddoppio dei 16 km di linea da Cesano a Bracciano. I lavori saranno suddivisi in due fasi funzionali: la prima copre la tratta fino alla stazione di Vigna di Valle, la quale sarà ristrutturata insieme a quella di Anguillara; la seconda fase, il cui progetto e finanziamento non sono ancora completati, prevede il completamento del raddoppio fino alla stazione di Bracciano.
Nella prima fase, dal costo di 253 mln di € e dalla durata di 6 anni, è prevista la chiusura dei 4 passaggi a livello presenti sui circa 12 km del tratto in esame, la soppressione del P.M. di Crocicchie e la costruzione di tre cavalcaferrovia ad Anguillara. Questi lavori di ammodernamento permetteranno l’incremento della velocità dei treni (dagli attuali 90 a 120 km/h) e un cadenzamento delle corse ogni 15 minuti, nonché un notevole aumento della puntualità e della sicurezza della linea.
Nel giugno 2021 il MIMS ha reso noto che il progetto di raddoppio verrà inserito nell’elenco delle opere oggetto di commissariamento da parte del governo; la firma del relativo DPCM, con il quale è stata individuata la figura dell’Ing. Vincenzo Macello di RFI, è avvenuta il 5 agosto; il successivo 10 novembre, a seguito dell’emanazione della prima ordinanza con le disposizioni organizzative, il commissario ha ufficialmente dato inizio al suo incarico.

## Caratteristiche
| Unknown route-map component "d" | Continuation backward | Continuation backward |

| Unknown route-map component "d" | Unknown route-map component "dBHF-L" | Unknown route-map component "dKBHFa-M" | Unknown route-map component "dBHF-R" |

| Unknown route-map component "d" | Unknown route-map component "dWASSERq" | Unknown route-map component "dWBRÜCKE" | Unknown route-map component "dWBRÜCKE" | Unknown route-map component "dWBRÜCKE" | Unknown route-map component "dWASSERq" |

|  | Unknown route-map component "vBHF-L" | Unknown route-map component "vBHF-R-" |

|  | Unknown route-map component "dSTR" | Unknown route-map component "vSTR-STRl" | Unknown route-map component "dCONTfq" |

| Unknown route-map component "tvSTRa" |

| Unknown route-map component "tvÜWBl" |

| Unknown route-map component "tdSHST" | Unknown route-map component "tdSTR" |

| Unknown route-map component "tvSTRe" |

| Unknown route-map component "vBHF" |

| 4+370 |
| 4+279 |

| Unknown route-map component "CONTgq" | Unknown route-map component "vABZgr-STR" |  |

|  | Unknown route-map component "vSHI1l-STRl" + Unknown route-map component "PORTALf" | Unknown route-map component "CONTfq" |

| Unknown route-map component "htSTRe@f" |

| Unknown route-map component "hSHST" |

| Unknown route-map component "htSTRa@g" |

|  | Unknown route-map component "tKRWgl" | Unknown route-map component "tKRW+r" |

| 5+660   |
| (0+000) |

|  | Unknown route-map component "tSTRea" | Unknown route-map component "htSTRe@g" |

| Unknown route-map component "d" |  | Unknown route-map component "tSTR" | Unknown route-map component "ehABZg+l" | Unknown route-map component "exdCONTfq" + Unknown route-map component "lhdSTRe@gq" |

|  | Unknown route-map component "tSHST" | Unknown route-map component "hSTRe@f" |

|  | Unknown route-map component "tSTR" | Small non-passenger station on track |

|  | Unknown route-map component "tSHST" | Straight track |

|  | Unknown route-map component "htSTRe" | Unknown route-map component "tSTRa@f" |

| Unknown route-map component "tCONTgq" | Unknown route-map component "hKRZt" | Unknown route-map component "tSTRr" |

| Unknown route-map component "htSTRa@f" |

| Unknown route-map component "tSHST" |

| Unknown route-map component "tSTRe" |

| Unknown route-map component "SHST" |

| Track change |

| Unknown route-map component "SHST" |

| Unknown route-map component "SHST" |

| Unknown route-map component "SHST" |

| Unknown route-map component "SKRZ-Ao" |

| Unknown route-map component "SHST" |

| Unknown route-map component "S+BHF" |

| Unknown route-map component "SHST" |

| Unknown route-map component "S+BHF" |

| Unknown route-map component "hKRZWae" |

| Station on track |

| Non-passenger station/depot on track |

| Stop on track |

| Station on track |

| Enter and exit short tunnel |

| Station on track |

| Enter and exit short tunnel |

| Station on track |

| Non-passenger station/depot on track |

|  | Unknown route-map component "ABZg+Ll" | Unknown route-map component "LCONTfq" |

| Station on track |

|  | Unknown route-map component "KRWgl" | Unknown route-map component "KRW+r" |

| Unknown route-map component "CONTgq" | Unknown route-map component "KRZo" | One way rightward |

| Non-passenger station/depot on track |

| Station on track |

| Stop on track |

| Unknown route-map component "eHST" |

| Non-passenger station/depot on track |

| Station on track |

| Enter and exit short tunnel |

| Station on track |

| Continuation forward |

### Armamento, trazione e segnalamento
Il percorso è a doppio binario da Roma Ostiense a Cesano e a singolo binario tra Cesano e Viterbo Porta Fiorentina.
La trazione è elettrica a 3000 V in corrente continua.
Per quanto concerne la sicurezza l’intera linea è attrezzata con il Sistema Controllo Marcia Treno (SCMT). Riguardo al distanziamento dei treni da Roma Ostiense a Cesano è presente il blocco elettrico automatico a correnti codificate (BAcc) mentre tra Cesano e Viterbo P.R. il blocco elettrico conta-assi (BCA). L’esercizio della linea è affidato al DCO con tecnologia ACCM da Roma Ostiense a Cesano mentre al DCO in CTC da Cesano a Viterbo P.F., entrambi con sede a Roma.

### Velocità massime di linea
Le massime velocità raggiungibili dai rotabili sulla linea in rango B, suddivise e aggregate per tratte, risultano essere:
- Roma Ostiense-Roma Trastevere : 65 km/h
- Roma Trastevere-Valle Aurelia : 70 km/h
- Valle Aurelia-La Storta : 85 km/h
- La Storta-Cesano : 95-105 km/h
- Cesano-Bracciano : 75-95 km/h
- Bracciano-Capranica : 90-95 km/h
- Capranica-Viterbo P.R. : 85-105 km/h
- Viterbo P.R.-Viterbo P.F. : 70 km/h

## Traffico
Sulla linea i servizi sono diversificati in base agli orari della giornata; l'offerta tipica dei giorni feriali nelle ore di morbida è composta dai regionali Viterbo Porta Fiorentina (o Porta Romana)-Roma Ostiense (o Tiburtina)  (ogni 60'), Bracciano-Roma Tiburtina (ogni 30'), Cesano di Roma-Roma Tiburtina (ogni 15-20'). Solo nei feriali, nelle ore di punta, si aggiungono anche relazioni più corte (La Storta-Roma Tiburtina, La Storta-Roma Ostiense e La Storta-Roma San Pietro) o più lunghe, sfruttando il tracciato della FL1 (Monterotondo-Cesano di Roma, Monterotondo-Bracciano, Monterotondo-Viterbo Porta Romana, Cesano di Roma-Fara Sabina). Nei giorni festivi l'offerta diminuisce, prevedendo le relazioni Viterbo Porta Fiorentina (o Porta Romana)-Roma Tiburtina (con alcuni treni limitati a Roma Ostiense), Bracciano-Roma Tiburtina e Anguillara-Roma Tiburtina, Cesano-Roma Tiburtina.
Per quanto riguarda le fermate, i treni regionali per e da Viterbo normalmente effettuano tutte le fermate attive, eccezion fatta per quella di Vigna di Valle (fermata in cui fermano solo i treni della relazione Roma Tiburtina-Bracciano) e Tre Croci, prevista per pochissime corse, circa 12 i treni che ci effettuano fermata al giorno; i treni regionali per e da Bracciano e quelli per e da Cesano o La Storta effettuano tutte le fermate previste, fatta eccezione per il 20705, La Storta-Roma Ostiense che salta le fermate di Appiano e Quattro Venti. Nelle ore di punta, sono in servizio treni regionali veloci  (RV) da e per Viterbo che calano drasticamente il numero delle fermate nella tratta urbana: partendo da Roma Ostiense, fino a Cesano di Roma ci si ferma a Roma Trastevere, Roma San Pietro, Valle Aurelia e La Storta.
Nel tratto compreso tra le stazioni di Cesano di Roma e Viterbo Porta Fiorentina, risulta asmatica l'offerta nella stazione di Tre Croci, in cui effettuano fermata pochissimi treni in entrambe le direzioni come detto in precedenza. Sempre nella stessa tratta risultano disabilitate al servizio viaggiatori e soppresse come fermate diverse località: Crocicchie, Bassano Romano, Vico Matrino, Tobia e San Martino al Cimino.
Le stazioni di Crocicchie e Bassano Romano hanno ancora il binario di incrocio e sono quindi utilizzate per le precedenze.
Una curiosità della linea è che tre corse, di cui una pomeridiana e due serali, sono autosostituite nel tratto compreso tra Cesano di Roma e Viterbo Porta Fiorentina.

## Materiale rotabile
Soppiantata la trazione a vapore che l’aveva contraddistinta sin dall’apertura, la linea ha visto l’uso di automotrici diesel ALn 668.1400 del deposito di Roma San Lorenzo a partire dagli anni '60. Con l’elettrificazione nel 2000 furono sostituite dai nuovi elettrotreni a due piani TAF salvo, fino al 2014, qualche convoglio composto di E.464 + piano ribassato, MDVC e raramente ALe 801 o convogli di Doppio Piano tipo Casaralta; in seguito sono state anche utilizzate composizioni di locomotive E.464 abbinate con carrozze Vivalto, soprattutto sui RV frequentati dai pendolari. Il 3 ottobre 2020 è transitato sulla linea il primo dei nuovi treni Rock che nel 2025 in occasione del giubileo hanno sostituito interamente il parco rotabili.